# Raul Cortez
Raul Christiano Machado Cortez (San Paolo, 28 agosto 1932 – San Paolo, 18 luglio 2006) è stato un attore brasiliano.

## Biografia
Di famiglia spagnola, lavorò in teatro (dove dimostrò al meglio il suo talento), in TV e al cinema. Divenne conosciuto per aver interpretato il ruolo di Miguel Fragonard nella telenovela Agua Viva e quello di Francesco Magliano nella telenovela Terra nostra (l'una e l'altra trasmesse anche in Italia).
Morì di cancro al pancreas nel 2006 . Nel 2002 aveva appoggiato José Serra alle elezioni presidenziali.

## Vita privata
Era vedovo della collega Celia Helena e padre di un'altra attrice, Lígia Cortez.

## Omaggi
- Gli è stato intitolato un teatro a Rio de Janeiro.

## Filmografia
- O Pão Que o Diabo Amassou (1957)
- Vereda de Salvação (1964)
- Cristo de Lama (1966)
- Ninguém Crê em Mim (1966) - serie TV
- O Caso dos Irmãos Naves (1967)
- Os Miseráveis (1967) - serie TV
- O Anjo Assassino (1967)
- Capitu (1968)
- Desesperato (1968)
- O Homem Que Comprou o Mundo (1968)
- Brasil Ano 2000 (1969)
- Tempo de Violência (1969)
- Toninho on the Rocks (1970) - serie TV
- A Arte de Amar Bem (1970)
- Beto Rockfeller (1970)
- Vitória Bonelli (1972) - serie TV
- A Infidelidade ao Alcance de Todos (1972)
- Janaina - A Virgem Proibida (1972)
- Roberto Carlos a 300 Quilômetros Por Hora (1971)
- A Volta de Beto Rockfeller (1973) - serie TV
- Tchan! A Grande Sacada (1976) - serie TV
- Xeque-Mate (1976) - serie TV
- O Seminarista (1977)
- Pecado Sem Nome (1978)
- Os Trombadinhas (1979)
- Agua Viva (Água Viva) (1980) - serie TV
- Jogo da Vida (1981) - serie TV
- Destini (Baila Comigo) (1981) - serie TV
- Amor de Perversão (1982)
- Tensão no Rio (1982)
- Sabor de Mel (1983) - serie TV
- Mulini a vento (Moinhos de Vento) (1983) - miniserie TV
- Partido Alto (1984) - serie TV
- Agüenta, Coração (1984)
- Mandala (1987) - serie TV
- Brega & Chique (1987) - serie TV
- Vera (1987)
- Os Trapalhões no Auto da Compadecida (1987)
- Jardim de Alah (1988)
- A, E, I, O... Urca (1990) - miniserie TV
- Rainha da Sucata (1990) - serie TV
- A Grande Arte (1991)
- O Sorriso do Lagarto (1991) - miniserie TV
- As Noivas de Copacabana (1992) - miniserie TV
- Você Decide (1992) - serie TV
- Donne di sabbia (Mulheres de Areia) (1993)
- Cinema de Lágrimas (1995)
- O Rei do Gado (1996) - serie TV
- Terra nostra (1999) - serie TV
- As Filhas da Mãe (2001) - serie TV
- Os Maias (2001) - miniserie TV (voce)
- Lavoura Arcaica (2001)
- Terra nostra 2 - La speranza (Esperança) (2002) - serie TV
- Senhora do Destino (2004) - serie TV
- O Outro Lado da Rua (2004)
- JK (2006) - miniserie TV